# Nikolaus Ferdinand Auberlen

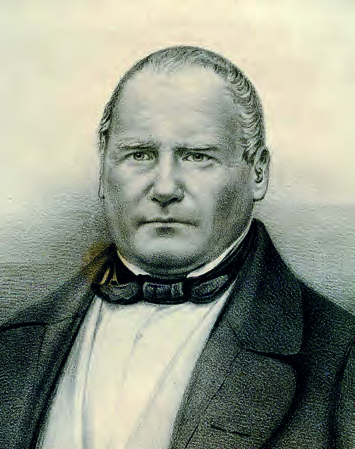
Nikolaus Ferdinand Auberlen

Nikolaus Ferdinand Auberlen (* 11. März 1755 in Kirchheim unter Teck; † 1828 in Fellbach) war ein württembergischer Musiker und Komponist.
Der Sohn des Kirchheimer Schulmeisters Johann Friedrich Auberlen war seit 1779 bei seinem Onkel, dem Musiker und Komponisten Georg Daniel Auberlen, an der Fellbacher Schule als Provisor tätig. Nach dessen Tod 1784 von der Gemeinde zum Nachfolger gewählt, heiratete Auberlen seine Cousine Marie Auberlen. Als Schulmeister unterrichtete er nach den pädagogischen Methoden Johann Heinrich Pestalozzis.
Wie sein Onkel spielte Auberlen Klavier, Orgel und Violine und unterrichtete begabte junge Leute und angehende Lehrer an der von seinem Onkel gegründeten Musikschule. Kantaten von Georg Philipp Telemann, Choralsätze von Johann Sebastian Bach und der Messias von Georg Friedrich Händel wurden von den Schülern zur Aufführung gebracht. Auberlens bedeutendster Schüler war der spätere Komponist Friedrich Silcher, der bei ihm das Orgelspiel lernte. 

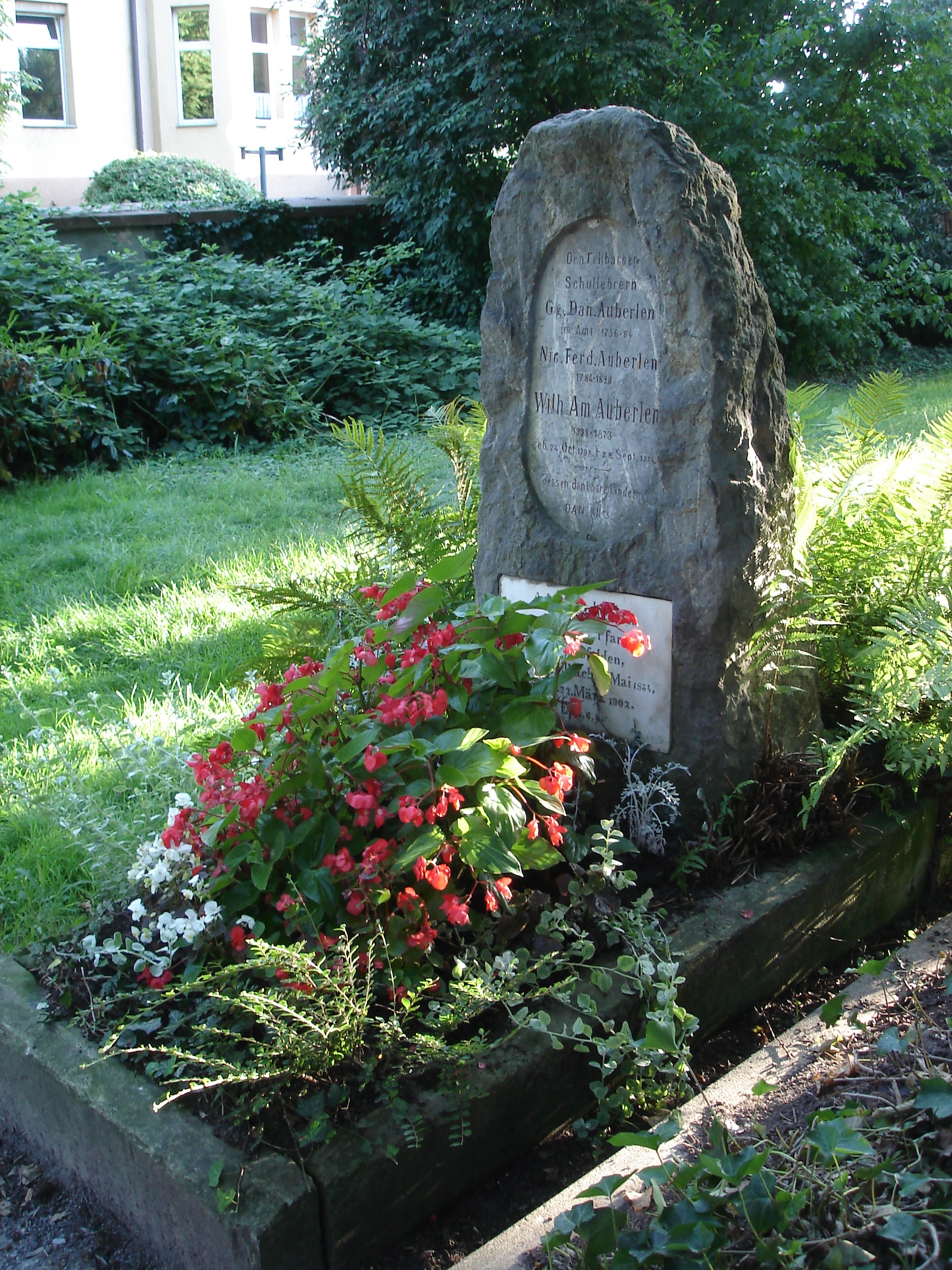
Grab auf dem Alten Friedhof in Fellbach

Ab 1812 durfte Auberlen seinen jüngsten Sohn Wilhelm Amandus als Schulinspizienten ausbilden. Wegen Kränklichkeit war der Sohn ab 1821 sein Amtsverweser. 1826 erhielt Nikolaus Ferdinand Auberlen für seine musikalischen Leistungen einen der sechs vom württembergischen König verliehenen Gesangspreise. Auberlen verstarb nach 44 Jahren im Schuldienst, Nachfolger wurde sein Sohn Wilhelm Amandus Auberlen.